# Zadlesničnik
Zadlêsničnik je soglasnik, izgovorjen proti mestu za dlesnimi. V slovenščini so zadlesničniki šumevci  š – ž, č – dž.
| Po mestu tvorbe  | Zadlesnični | Zadlesnični |
| Po načinu tvorbe | Nezveneči   | Zveneči     |
| Pripornika       | š           | ž           |
| Zlitnika         | č           | dž          |